# Ci'... nne' uno e......
Ci'... nne' uno e...... è il decimo album discografico di Brigantony, pubblicato nel 1986.

## Tracce
1. Anna Catella – 3:39
2. Pi tia – 3:52
3. Gioia bedda – 3:35
4. Hamburger – 3:07
5. L'amuri chi fa' fari – 2:52
6. Sempre una storia – 3:29
7. Pock rock – 3:17
8. Bricciola – 3:31
9. Ciao amore ciao – 3:27
10. Le ragazze – 3:22